# BEL (gebouw)

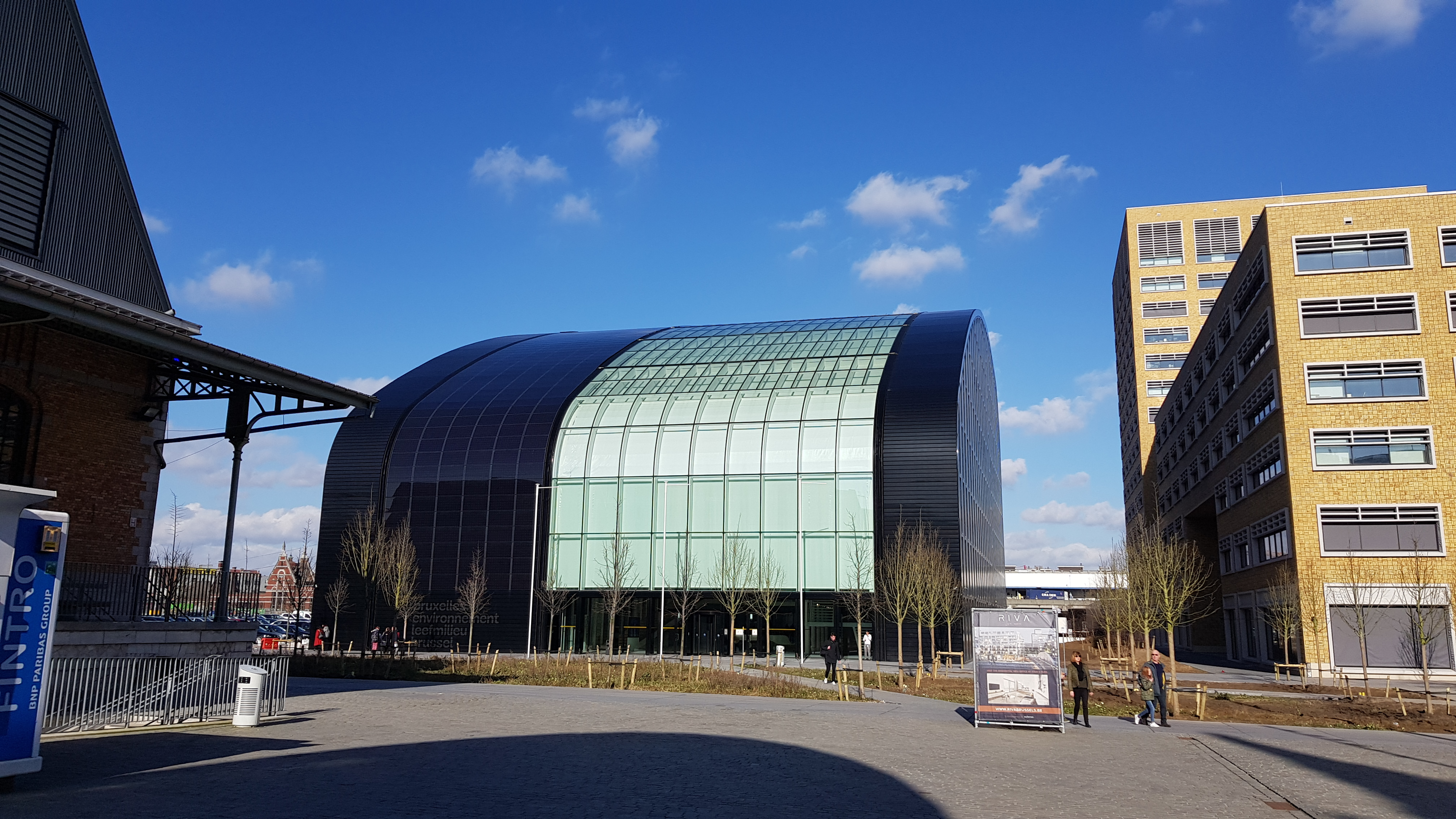

Het BEL is een congrescentrum en kantoorgebouw in de Belgische hoofdstad Brussel op het terrein van Thurn en Taxis. Het gebouw wordt gebruikt door Leefmilieu Brussel. Aan de zuidwestzijde ligt een plein met aan de overzijde het Koninklijk Pakhuis en naast het gebouw het Herman Teirlinckgebouw van de Vlaamse overheid. Het ligt op een ongeveer kilometer van het Noordstation en ligt nabij de Noordruimte.
Het gebouw is gebouwd om de Brusselse overheidsdienst te huisvesten en om Brusselaars te informeren over energiebesparing en duurzaamheid.
Het pand heeft als bijnaam de broodrooster gekregen.

## Geschiedenis
In 2012 begon men met de bouw van het pand dat het eerste nieuwe gebouw is op het terrein van Thurn en Taxis naar het ontwerp van het Nederlandse architectenbureau Cepezed. In 2014 kwam het gebouw gereed en later dat jaar verhuisde de overheidsdienst Leefmilieu Brussel vanuit Sint-Lambrechts-Woluwe naar het complex en trok als huurder in het gebouw.
In 2015-2017 werd er direct naast het gebouw het Herman Teirlinckgebouw gebouwd dat in 2017 in gebruik genomen werd door de Vlaamse overheid.

## Gebouw
Het gebouw heeft een kenmerkende vorm met een schuin naar voren (zuidwestzijde) aflopend glazen dak en rechte zijgevels. Het dak en de gevels zijn grotendeels in glas opgetrokken. Het gebouw heeft een vloeroppervlakte van 16.725 m2. Bij binnenkomst komt men in een atrium dat door glas omgeven wordt. Rond het atrium is de rest van het gebouw in U-vorm opgetrokken. In 2014 was het gebouw het grootste passiefkantoor van België. Het passieve kantoorgebouw is voorzien van isolatie, zonnepanelen en een warmtepomp die water van 15°C van 80 meter diep gebruikt om in de winter het gebouw te verwarmen en in de zomer het gebouw te koelen.